# Декёртис, Энтони
Энтони Декёртис (англ. Anthony DeCurtis, род. 25 июня 1951, Нью-Йорк, штат Нью-Йорк, США) — американский журналист, колумнист, писатель и медийная персона. Наиболее известен как музыкальный обозреватель таких изданий, как Rolling Stone, The New York Times, Relix, а также ряда других печатных СМИ.

## Карьера
Декёртис занимает пост редактора журнала Rolling Stone, где печатается на протяжении тридцати лет. Он имеет степень доктора философии в области американской литературы Индианского университета, а также является почётным лектором программы литературного творчества в Пенсильванском университете. Декёртис является соавтором автобиографии Клайва Дэвиса «The Soundtrack of My Life», которая была издана в 2013 году и поднялась на второе место в списке бестселлеров The New York Times. Впоследствии он также участвовал в съёмках одноимённого документального фильма основанного на его книге, который открывал кинофестиваль «Трайбека» в апреле 2017 года. В 2017 году была опубликована ещё одна его книга — автобиография музыканта Лу Рида, под названием «Lou Reed: a Life».
Эссе написанное Декёртисом для бокс-сета Эрика Клэптона Crossroads (1988) было отмечено премией «Грэмми» в номинации «Лучшие примечания к альбому». Также, он трижды выигрывал награду «ASCAP’s Deems Taylor» за выдающиеся достижения в области публикаций о музыке. Помимо этого, Декёртис часто появляется в качестве музыкального эксперта в передачах телеканалов MTV и VH1, а также в «The Today Show» и многих других новостных и развлекательных программах. В 1996 году он был модератором шоу VH1 «Four on the Floor» и редакционным директором по научно-техническому программированию этого телеканала. Кроме того, более двадцати лет он является членом выдвижного комитета «Зала славы рок-н-ролла».
С 2006 по 2008 годы он руководил и помогал разрабатывать учебную программу по искусству и культуре в Высшей Школе журналистики нью-йоркского городского университета. Также, он был редакционным консультантом и главным интервьюером в документальном фильме «Joan Baez: How Sweet The Sound» телеканала PBS. В 2011 году Декёртис участвовал в съёмках документального фильма «Reggae Got Soul: The Story of Toots and the Maytals», который был показан на BBC под слоганом «Нерассказанная история одного из самых влиятельных выходцев из Ямайки». Помимо этого, он восемь раз входил в жюри ежегодной Independent Music Awards, организованной для продвижения молодых независимых музыкантов.

### Редактор
- Present Tense: Rock & Roll and Culture Durham, NC : Duke University Press, 1991. OCLC 25498009; ISBN 9780822312659, OCLC 26095859
- Blues & Chaos: The Music Writing of Robert Palmer New York: Scribner, 2009. ISBN 9781416599753, OCLC 1007851432
- Rolling Stone Illustrated History of Rock & Roll Paw Prints 2008. ISBN 9781435262348, OCLC 226354611
- Rolling Stone images of rock & roll Boston, Mass. ; London : Little, Brown and Company, 1995. ISBN 9780316754682, OCLC 470053045
- Anthony DeCurtis; James Henke; Holly George-Warren; et al., Rolling Stone Album Guide. New York: Random House, 1992. ISBN 9780679737292, OCLC 906594992